# Самоилово
Вижте пояснителната страница за други значения на Самуилово.
Самоилово (на македонска литературна норма: Самоилово) е село в община Ново село на Северна Македония.

## География
Селото е разположено в Струмишката котловина близо до границата с България в южното подножие на планината Огражден. Река Струмешница огражда землището му от юг.

## История
Селото е основано в 1971 година в местността Ширина в землището на село Бадилен. Първоначално носи името Ново Бадилен, а по-късно е кръстено на цар Самуил, на македонски литературен език – Самоил. Към 1989 година има 70 къщи с над 300 жители.
Според преброяването от 2002 година селото има 348 жители.
| Националност     | Всичко |
| северномакедонци | 345    |
| албанци          | 0      |
| турци            | 0      |
| роми             | 0      |
| власи            | 0      |
| сърби            | 2      |
| бошняци          | 0      |
| други            | 1      |